# Rüdiger Kramer
Rüdiger Kramer (* 13. April 1953 in Menden, Sauerland; † 23. März 2017) war ein in Duisburg lebender deutscher Zeichner, Maler und Fotograf.

## Leben
Kramer studierte von 1971 bis 1977 freie Kunst an der Düsseldorfer Kunstakademie bei Joseph Beuys und Rolf Sackenheim: nach seiner zeit als Meisterschüler arbeitete er als freier Künstler. In den Jahren 1977/78 hatte er einen Lehrauftrag an der Kunstakademie Düsseldorf, von 1984 bis 1988 an der Gewerbeförderungsanstalt der Handwerkskammer Düsseldorf und von 1988 bis 1992 an der FH Dortmund im Fachbereich Design. 2006 unterrichtete er am Fachbereich Design an der FH Aachen.
Zwischen 1986 und 2006 arbeitete er mit psychisch Kranken und geistig Behinderten an der LVR-Klinik Viersen. Bei dieser Arbeit entstanden zahlreiche Werke in einer für beide Seiten eigenständigen Zusammenarbeit. Mehrfach stellte Kramer sein Werk bei Ausstellungen dem seiner Schüler gegenüber. Kramer sah sich dabei nicht als Psychiater oder Kunsttherapeut, sondern als Leiter der Malgruppe, der er „allein mit fachlichem Rat als Künstler und meistens nur menschlich zur Seite“ stand.

## Stipendien und Preise
- 1985 dreimonatiger Arbeitsaufenthalt in Olevano/Italien durch ein Stipendium des Kultusministeriums NRW (Sonderstipendium zum Villa Massimo-Stipendium)
- 1985 und 1987 Graphik-Stipendien der Aldegrever-Gesellschaft, Münster
- 1986 Stipendium für einen zweimonatigen Studienaufenthalt im Bergbau
- 1993 Preis für Bildende Kunst der Tisa von der Schulenburg-Stiftung, Dorsten
- 2002 Kunstpreis der Stadt Euskirchen

## Ausstellungen

### Einzelausstellungen
- 1975: Stadt Menden, Wilhelmshöhe (mit W. Pahlen)
- 1983: Literaturbüro Nordrhein-Westfalen, Düsseldorf
- 1987: Kreismuseum Zons, Dormagen
- 1988: Museen der Stadt Recklinghausen
- 1989: Landesmuseum Volk und Wirtschaft, Düsseldorf
- 1989: Stadtmuseum Iserlohn
- 1989: Kunstmuseum Bonn
- 1989: Hermann Grochtmann-Museum, Datteln
- 1990: Siegerlandmuseum im Oberen Schloss, Siegen
- 1990: Städtisches Kunstmuseum Düsseldorf
- 1994: Deutsches Medizinhistorisches Museum, Ingolstadt
- 2003: Menden – die Stadt im Walde, Museum der Stadt Menden
- 2012: UNVERGESSSEN, Hermann Grochtmann-Museum, Datteln
- 2014: Den Kanal entlang, Museum der Deutschen Binnenschifffahrt, Duisburg

### Gruppenausstellungen
- 1976: Nachbarschaft, Kunsthalle Düsseldorf
- 1984: Profile, Kunstmuseum Düsseldorf
- 1985: Zeichner in Düsseldorf 1955 – 1985, Kunstmuseum Düsseldorf
- 2001: Kunst auf Rezept, Städtisches Museum Ratingen (danach: Herford, Unna, Zwickau, Siegen, Gütersloh, Erfurt, Berlin etc.)
- 2003: Prostitution, Stuttgarter Kunstverein
- 2014: Museums(er)leben (Photoausstellung), Kunsthalle Lingen
- 2015: Vom Jung und Alt sein, Künstlerverein Walkmühle, Wiesbaden